# 草間町
草間町（くさまちょう）は、愛知県豊橋市の地名。

## 地理
豊橋市南西部に位置する。東は高師町・南栄町、西は中野町・一色町に接する。

### 河川
- 水無川[1]
- 昭和池[1]

### 字一覧
- 郷裏（ごううら）[WEB 5]
- 郷西（ごうにし）[WEB 5]
- 平東（たいらひがし）[WEB 5]
- 平南（たいらみなみ）[WEB 5]
- 大応寺前（だいおうじまえ）[WEB 5]
- 寺東（てらひがし）[WEB 5]
- 東郷（とうごう）[WEB 5]
- 二本松（にほんまつ）[WEB 5]
- 東山（ひがしやま）[WEB 5]

## 歴史

### 人口の変遷
国勢調査による人口および世帯数の推移。
| 1995年（平成7年）  | 1606世帯 4309人 |  |
| 2000年（平成12年） | 1720世帯 4467人 |  |
| 2005年（平成17年） | 1932世帯 4609人 |  |
| 2010年（平成22年） | 2115世帯 4923人 |  |
| 2015年（平成27年） | 2134世帯 4897人 |  |

### 沿革
- 1932年（昭和7年）9月1日 - 渥美郡高師村大字磯辺の一部より、豊橋市草間町が成立[2][3]。
- 1983年（昭和58年） - 一部が内張町となる[2]。

## 交通
- 愛知県道2号豊橋渥美線[1]

## 施設
- 愛知県豊橋勤労福祉会館[1]
- 愛知県立豊橋工科高等学校[1]
- 愛知県立豊橋聾学校[1]
- 豊橋市草間地区体育館[1]
- 草間町公民館[1]
- 豊橋市営草間住宅[1]
- 曹洞宗大応寺[1]
- 春日神社[1]

- アイプラザ豊橋
- 豊橋工科高等学校
- 豊橋聾学校
- 南陽生涯学習センター
- 草間地区体育館

### WEB
1. ↑  “愛知県豊橋市の町丁・字一覧”.   人口統計ラボ. 2023年4月13日閲覧。
2. ↑  総務省統計局 (2017年1月27日). “平成27年国勢調査の調査結果(e-Stat) - 男女別人口及び世帯数 －町丁・字等” (CSV). 2021年7月21日閲覧。
3. ↑  “愛知県豊橋市の郵便番号一覧”.   日本郵便. 2023年4月13日閲覧。
4. ↑  “市外局番の一覧” (PDF).   総務省 (2022年3月1日). 2022年3月22日閲覧。
5. 1 2 3 4 5 6 7 8 9  “愛知県豊橋市 住所一覧から地図を検索”.   ONE COMPATH. 2023年8月17日閲覧。
6. ↑  総務省統計局 (2014年3月28日). “平成7年国勢調査の調査結果(e-Stat) - 男女別人口及び世帯数 －町丁・字等” (CSV). 2021年7月20日閲覧。
7. ↑  総務省統計局 (2014年5月30日). “平成12年国勢調査の調査結果(e-Stat) - 男女別人口及び世帯数 －町丁・字等” (CSV). 2021年7月20日閲覧。
8. ↑  総務省統計局 (2014年6月27日). “平成17年国勢調査の調査結果(e-Stat) - 男女別人口及び世帯数 －町丁・字等” (CSV). 2021年7月21日閲覧。
9. ↑  総務省統計局 (2012年1月20日). “平成22年国勢調査の調査結果(e-Stat) - 男女別人口及び世帯数 －町丁・字等” (CSV). 2021年7月21日閲覧。
10. ↑  総務省統計局 (2017年1月27日). “平成27年国勢調査の調査結果(e-Stat) - 男女別人口及び世帯数 －町丁・字等” (CSV). 2021年7月21日閲覧。

### 書籍
1. 1 2 3 4 5 6 7 8 9 10 11 12 13  「角川日本地名大辞典」編纂委員会 1989, p. 1787.
2. 1 2  「角川日本地名大辞典」編纂委員会 1989, p. 1502.
3. ↑  吉川利明 1976, p. 29.